# Алексиначки Бујмир
Алексиначки Бујмир је насеље у Србији у општини Алексинац у Нишавском округу. Према попису из 2022. било је 405 становника (према попису из 1991. било је 587 становника).

## Демографија
У насељу Алексиначки Бујмир живи 467 пунолетних становника, а просечна старост становништва износи 41,2 година (41,1 код мушкараца и 41,2 код жена). У насељу има 188 домаћинстава, а просечан број чланова по домаћинству је 2,96.
Ово насеље је скоро у потпуности насељено Србима (према попису из 2002. године), а у последња три пописа, примећен је блажи пад у броју становника.
|  |

| Демографија | Демографија | Демографија |
| Година      | Становника  | Становника  |
| ----------- | ----------- | ----------- |
| 1948.       | 580         |             |
| 1953.       | 587         |             |
| 1961.       | 640         |             |
| 1971.       | 579         |             |
| 1981.       | 604         |             |
| 1991.       | 587         | 587         |
| 2002.       | 557         | 557         |

| Етнички састав према попису из 2002.‍ | Етнички састав према попису из 2002.‍ | Етнички састав према попису из 2002.‍ | Етнички састав према попису из 2002.‍ | Етнички састав према попису из 2002.‍ |
| ------------------------------------ | ------------------------------------ | ------------------------------------ | ------------------------------------ | ------------------------------------ |
|                                      |                                      |                                      |                                      |                                      |
| Срби                                 | Срби                                 |                                      | 556                                  | 99,82%                               |
| непознато                            | непознато                            |                                      | 1                                    | 0,17%                                |

| Година пописа     | 1948. | 1953. | 1961. | 1971. | 1981. | 1991. | 2002. |
| ----------------- | ----- | ----- | ----- | ----- | ----- | ----- | ----- |
| Број домаћинстава | 113   | 122   | 129   | 128   | 133   | 142   | 188   |

| Број чланова      | 1  | 2  | 3  | 4  | 5  | 6 | 7 | 8 | 9 | 10 и више | Просек |
| ----------------- | -- | -- | -- | -- | -- | - | - | - | - | --------- | ------ |
| Број домаћинстава | 20 | 61 | 41 | 44 | 17 | 4 | 1 | 0 | 0 | 0         | 2,96   |

| Пол    | Укупно | Неожењен/Неудата | Ожењен/Удата | Удовац/Удовица | Разведен/Разведена | Непознато |
| ------ | ------ | ---------------- | ------------ | -------------- | ------------------ | --------- |
| Мушки  | 242    | 56               | 171          | 12             | 2                  | 1         |
| Женски | 242    | 38               | 168          | 31             | 4                  | 1         |
| УКУПНО | 484    | 94               | 339          | 43             | 6                  | 2         |

| Пол    | Укупно                    | Пољопривреда, лов и шумарство | Рибарство                            | Вађење руде и камена | Прерађивачка индустрија       |
| ------ | ------------------------- | ----------------------------- | ------------------------------------ | -------------------- | ----------------------------- |
| Мушки  | 148                       | 52                            | 0                                    | 4                    | 33                            |
| Женски | 72                        | 38                            | 0                                    | 0                    | 11                            |
| УКУПНО | 220                       | 90                            | 0                                    | 4                    | 44                            |
| Пол    | Производња и снабдевање   | Грађевинарство                | Трговина                             | Хотели и ресторани   | Саобраћај, складиштење и везе |
| Мушки  | 8                         | 9                             | 12                                   | 7                    | 4                             |
| Женски | 1                         | 1                             | 6                                    | 2                    | 1                             |
| УКУПНО | 9                         | 10                            | 18                                   | 9                    | 5                             |
| Пол    | Финансијско посредовање   | Некретнине                    | Државна управа и одбрана             | Образовање           | Здравствени и социјални рад   |
| Мушки  | 0                         | 0                             | 2                                    | 1                    | 6                             |
| Женски | 0                         | 0                             | 0                                    | 2                    | 7                             |
| УКУПНО | 0                         | 0                             | 2                                    | 3                    | 13                            |
| Пол    | Остале услужне активности | Приватна домаћинства          | Екстериторијалне организације и тела | Непознато            | Непознато                     |
| Мушки  | 5                         | 0                             | 0                                    | 5                    | 5                             |
| Женски | 2                         | 0                             | 0                                    | 1                    | 1                             |
| УКУПНО | 7                         | 0                             | 0                                    | 6                    | 6                             |